# Nadahnuće
Nadahnuće ili inspiracija (lat. inspiratio ; in + „spiritus“ = život, duša, Duh) označava kao općenit pojam mentalnu stvaralačku i kreativnu snagu koja vodi do novih ideja.
U teološkim značenju Biblija je nadahnuti tekst i kao nadahnuće Božje djelo. Biti nadahnut znači i imati volju za životom.